# Chactas karschii
Espèce
Chactas karschii est une espèce de scorpions de la famille des Chactidae.

## Distribution
Cette espèce est endémique de Colombie.

## Étymologie
Cette espèce est nommée en l'honneur de Ferdinand Karsch.

## Publication originale
- Pocock, 1893 : A contribution to the study of Neotropical Scorpions. Annals Magazine Natural History, sér. 6, vol. 12, p. 77-103 (texte intégral).